# ブラッド・ハルジー
ブラッドフォード・アレクサンダー・ハルジー（Bradford Alexander Halsey , 1981年2月14日 - 2014年10月31日）は、アメリカ合衆国・テキサス州ヒューストン出身の元プロ野球選手（投手）。左投左打。
「ハルゼー」、「ハルゼイ」「ホールジー」と表記される事もある。

## 経歴

### アマチュア時代
ウェストフィールド高等学校からテキサス大学オースティン校へ進学した。ここでは、エースを務めた。
2002年には、メンズ・カレッジ・ワールドシリーズに出場している。

### プロ入りとマイナー時代とヤンキース時代
2002年の2002年のMLBドラフトでニューヨーク・ヤンキースから8巡目（全体246位）指名され、入団。
2004年は、開幕を傘下のAAA級コロンバス・クリッパーズで迎えた。6月19日のロサンゼルス・ドジャース戦でメジャーデビューを果たした。

### ダイヤモンドバックス時代
2005年1月11日にランディ・ジョンソンらを含んだ三角トレードでアリゾナ・ダイヤモンドバックスへ移籍した。同年は、ほぼ年間通じて先発ローテーションの一員として投げた。

### アスレチックス時代
2006年3月26日にフアン・クルーズとのトレードでオークランド・アスレチックスへ移籍し、開幕ロースターに初めて登録された。開幕からエステバン・ロアイザとリッチ・ハーデンが怪我で離脱していたため先発投手を任された。5月20日のサンフランシスコ・ジャイアンツ戦で、バリー・ボンズに通算714本塁打を献上している。これが、ベーブ・ルースが持つ記録を更新した時である。その後、ロアイザが復帰すると、元のリリーフに復帰するが、ここで成績不振となった。8月10日に傘下のAAA級サクラメント・リバーキャッツへ降格した。この年、チームはプレーオフに進出し、貴重な左投手だった為に昇格するかと思われたが、既にチームには、ジョー・ケネディがいたため昇格する事は無かった。
2007年は、AAA級サクラメントでプレーした。7月12日に肩の手術を受けDL入りした。
2008年シーズン途中に解雇された。

### ロングアイランド・ダックス時代
2009年1月にドジャースとマイナー契約を結んだ。スプリングトレーニング後に解雇された。5月12日にアトランティックリーグのロングアイランド・ダックスと契約を結んだ。この年は、11試合に先発登板した。

### ゲーリー・サウスショア・レイルキャッツ時代
2010年は、ノーザンリーグのゲーリー・サウスショア・レイルキャッツでプレーした。この年は、20試合に先発登板した。

### ヤンキース復帰
2011年5月2日に、古巣のヤンキースとマイナー契約を結んだ。この年は、A級タンパ・ヤンキースとAA級トレントン・サンダーで24試合に登板しており、オフに退団した。
その後は、野球界から遠ざかっていた。
2014年10月31日に地元のニューブローンフェルズで登山中に死亡した。

## 詳細情報

### 背番号
- 57 (2004年 - 同年途中)
- 61 (2004年途中 - 同年終了)
- 37 (2005年)
- 51 (2006年)